# Michael Siegl
Michael Siegl (* 8. listopadu 1969) je bývalý český fotbalista, záložník.

## Fotbalová kariéra
V české lize hrál za Slováckou Slavii Uherské Hradiště. Nastoupil v 15 ligových utkáních. Ve druhé lize hrál i za FK Baník Havířov a FC Dipol Bohumín.

## Ligová bilance
| Ročník                          | Zápasy | Góly | Klub                                     |
| ------------------------------- | ------ | ---- | ---------------------------------------- |
| 2. česká fotbalová liga 1993/94 | -      | 3    | FK Baník Havířov                         |
| 2. česká fotbalová liga 1994/95 | -      | 4    | FC Dipol Bohumín                         |
| 1. česká fotbalová liga 1995/96 | 15     | 0    | FC JOKO Slovácká Slavia Uherské Hradiště |
| 2. česká fotbalová liga 1996/97 | 1      | 0    | FC JOKO Slovácká Slavia Uherské Hradiště |
| CELKEM 1. česká liga            | 15     | 0    |                                          |